# Janusz Starża
Janusz z rodu Starżów – wojewoda sandomierski od 1271 do 1283, kasztelan krakowski od 1284 do 1285.
Sprawował również funkcje: komornik nadworny księżnej krakowskiej od 1256 do 1258, kasztelan radomski od 1262 do 1264, kasztelan lubelski w 1268.
Jeden z przywódców buntów przeciwko Leszkowi Czarnemu (w 1282 i 1285).